# Тагалтай
Тагалтай (рос. Тагалтай) — печера на Алтаї, Алтайський край, Росія.  Загальна протяжність — 75 м. Глибина печери — N/A м, амплітуда висот — 15 м; загальна площа — N/A м²; об'єм — N/A м³.  Печера належить до Західноалтайської області Алтайської провінції Алтай-Саянської спелеологічної країни. Кадастровий номер 5126/8437-1.